# Castor Oyl
Castor Oyl is een stripfiguur bedacht door Elzie Segar in 1919 voor de strips Thimble Theater van King Features Syndicate. De strips werden later hernoemd tot Popeye.

## Achtergrond
In de strips is Castor Oyl de oudere broer van Olijfje. Hij was een van de hoofdpersonages sinds start van de reeks in 1919. Hij is een bescheiden avonturier.
In de tekenfilms komt Castor slechts enkele keren voor in een bijrolletje. Enkel in The Spinach Overture heeft hij een grotere rol in Popeyes orkest.
In de film Popeye uit 1980 is Castor dan weer wel een hoofdpersonage. In tegenstelling tot de strips is hij hier de jongere broer van Olijfje. Ook is hij minder gedistingeerd.

## Herkomst van de naam
Castor Oyl is genoemd naar Castor Oil, in het Nederlands bekend als wonderolie.